# Kopparhusen, Lidingö

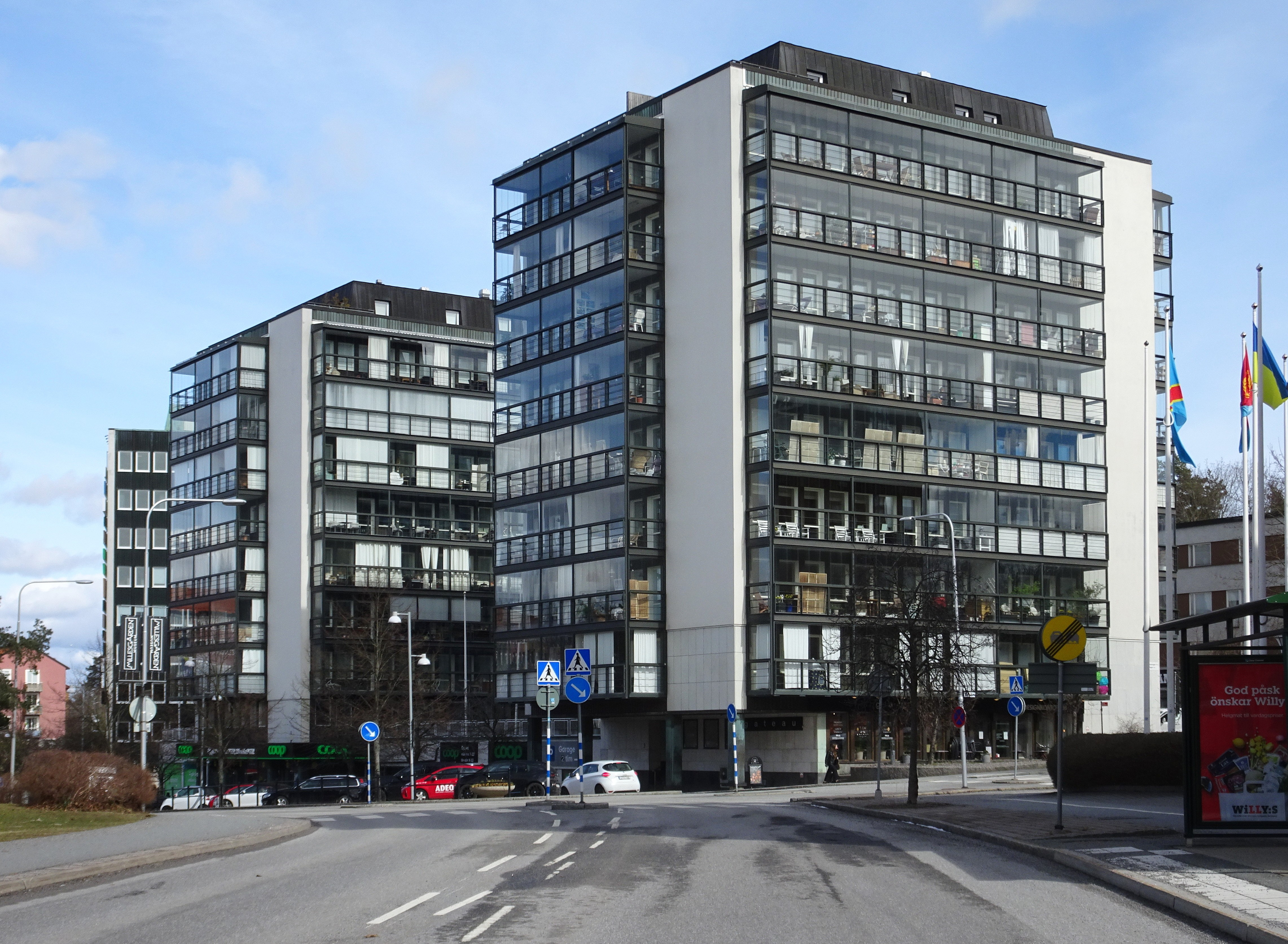
Lidingös tre Kopparhus, närmast de båda som byggdes kring 1970 och försågs med balkonger 2000, foto april 2022.

Kopparhusen kallas tre punkthus vid Herserudsvägen 1–3 / Stockholmsvägen 18 i kommundelen Torsvik i Lidingö kommun. Kopparhusen är uppförda på 1950- och 1960-talens slut. Det äldsta av Kopparhusen är blåmärkt av kommunen vilket innebär att det representerar mycket höga kulturhistoriska värden.

## Byggnadsbeskrivning

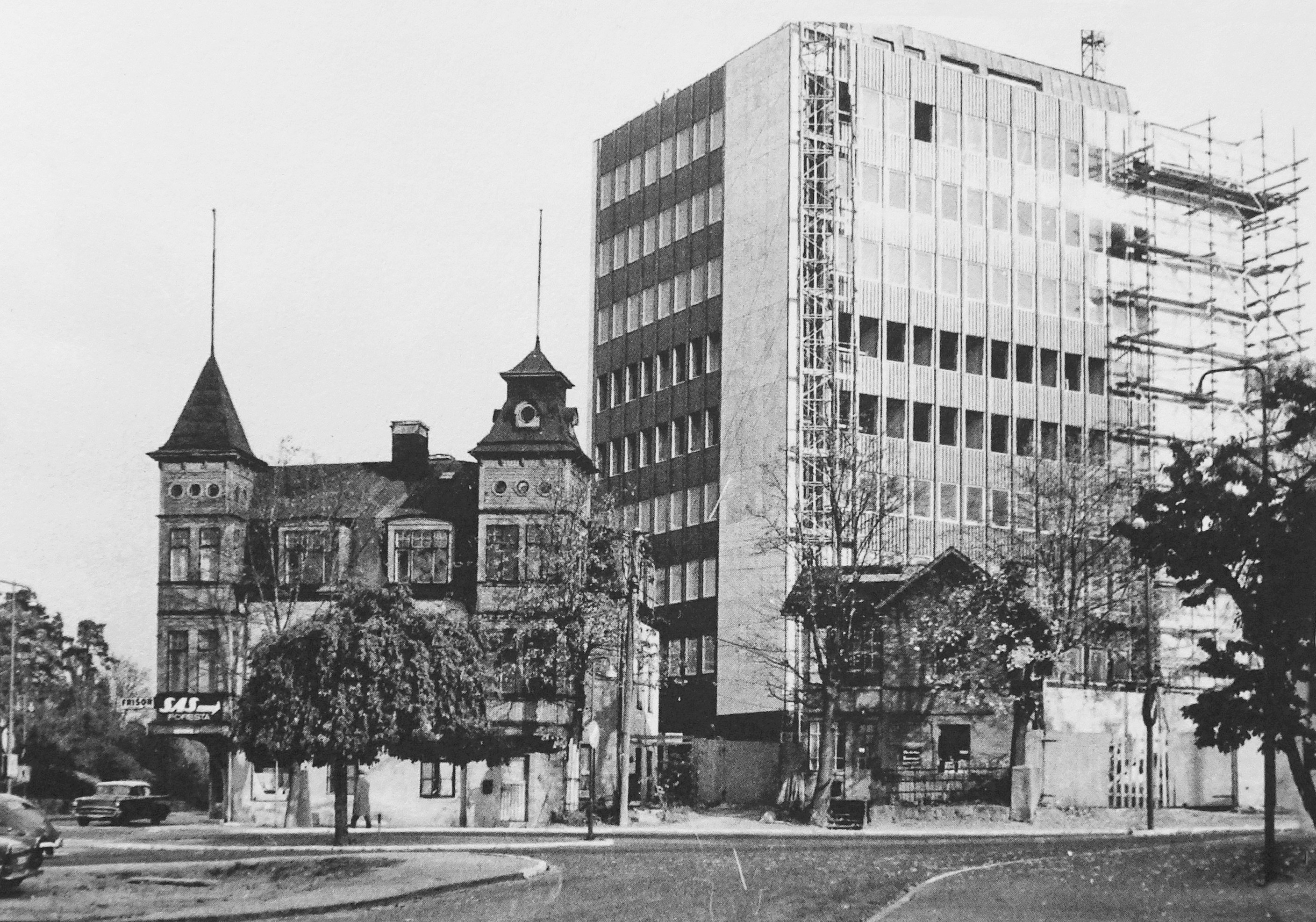
Första Kopparhuset under uppförande på sommaren 1959. Än kvarstår gamla affärsvillan "Elmeborg".

Lidingös tre kopparhus utgör en del av Torsviks centrums bebyggelse och är centrumanläggningens landmärke. Namnet härrör från husens fasadbeklädnad som består av kopparpaneler. Det norra av de tre niovåningshusen (fastighet Västerbotten 19) är äldst och tillhör en stadsplan från 1955. De två södra husen (Västerbotten 18) tillkom efter en ändrad stadsplan fastställd i april 1965. För uppdraget anlitades arkitekterna Gunnar Jacobson och hans kompanjon Olof Strömberg. Teknikkonsultföretaget Jacobson & Widmark stod för konstruktionerna och hade sedan sitt huvudkontor i ett av husen. 
Från början var Kopparhusen renodlade kontorsbyggnader med butikslokaler i bottenvåningen. Här drogs den marmorklädda fasaden in och en arkad utformades.  I gatuplanet fanns tidigare Lidingö stadsbibliotek och Systembolagets lidingöbutik som numera är överflyttade till Lidingö stadshus respektive Lidingö centrum. I gatuplanet på det mellersta höghuset ligger en stor Coopbutik, som även hyr parkeringsgaraget under husen. 
De båda södra Kopparhusen byggdes av JM i början av 2000-talet om till bostadsrätter. Då försågs den ursprungliga kopparfasaden med inglasade balkonger. I april 2004 förvärvade Brf Torsviks Torg de båda höghusen (fastigheten Västerbotten 18) som innehåller totalt 56 bostadsrätter med lägenheter mellan 2 rum och kök till 6 rum och kök.

### Kulturhistorisk bedömning
Fastigheten Västerbotten 19 blåmärktes av kommunen vilket är det högsta kulturhistoriska värdet och uppfyller kraven på byggnadsminne. Fastigheten Västerbotten 18 är gulmarkerad med bebyggelse av "positiv betydelse för stadsbilden och/eller av visst kulturhistoriskt värde".

## Bilder

Första Kopparhuset (Västerbotten 19)
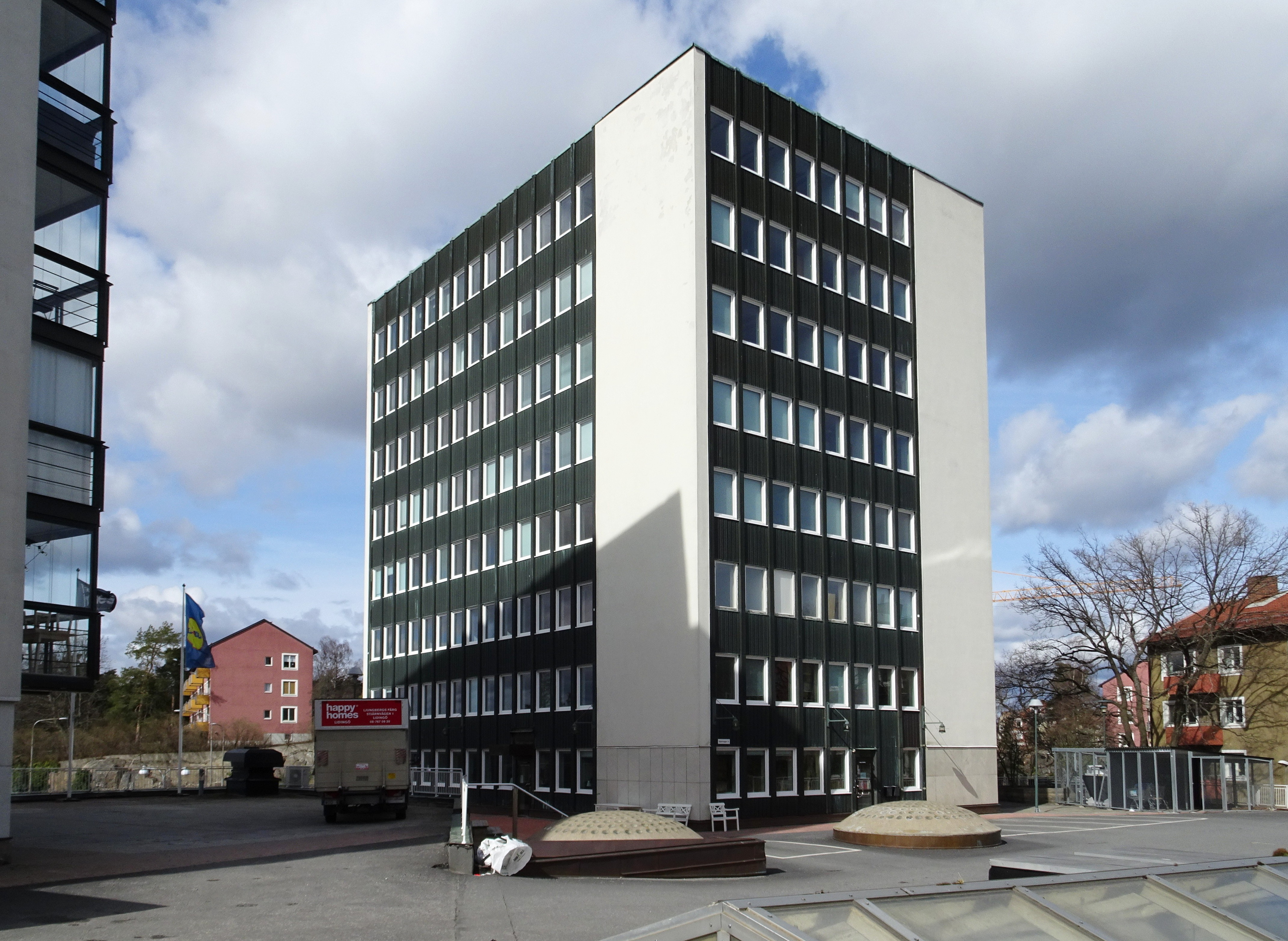
Från gården.
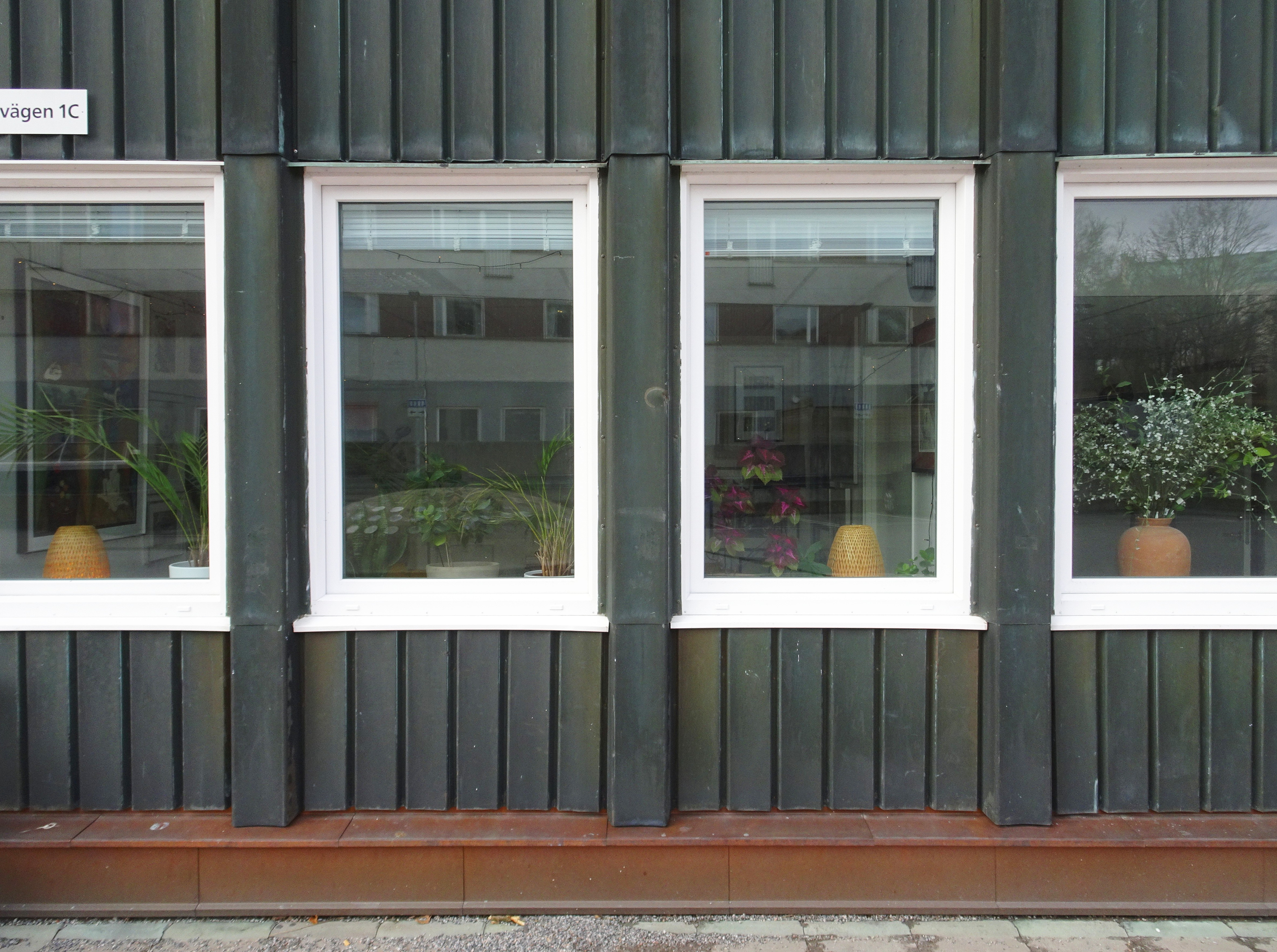
Fasaddetalj.
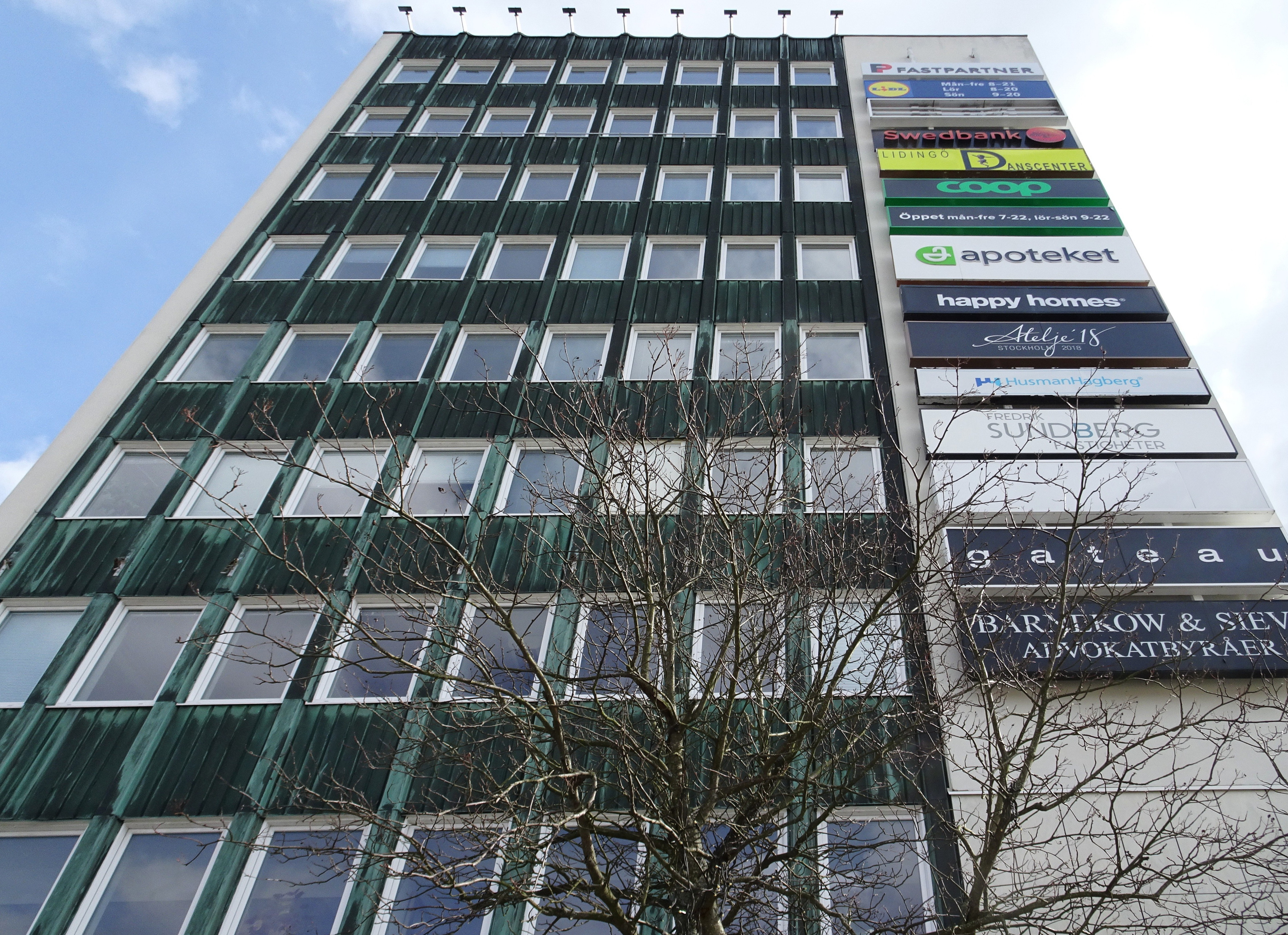
Från gatan.
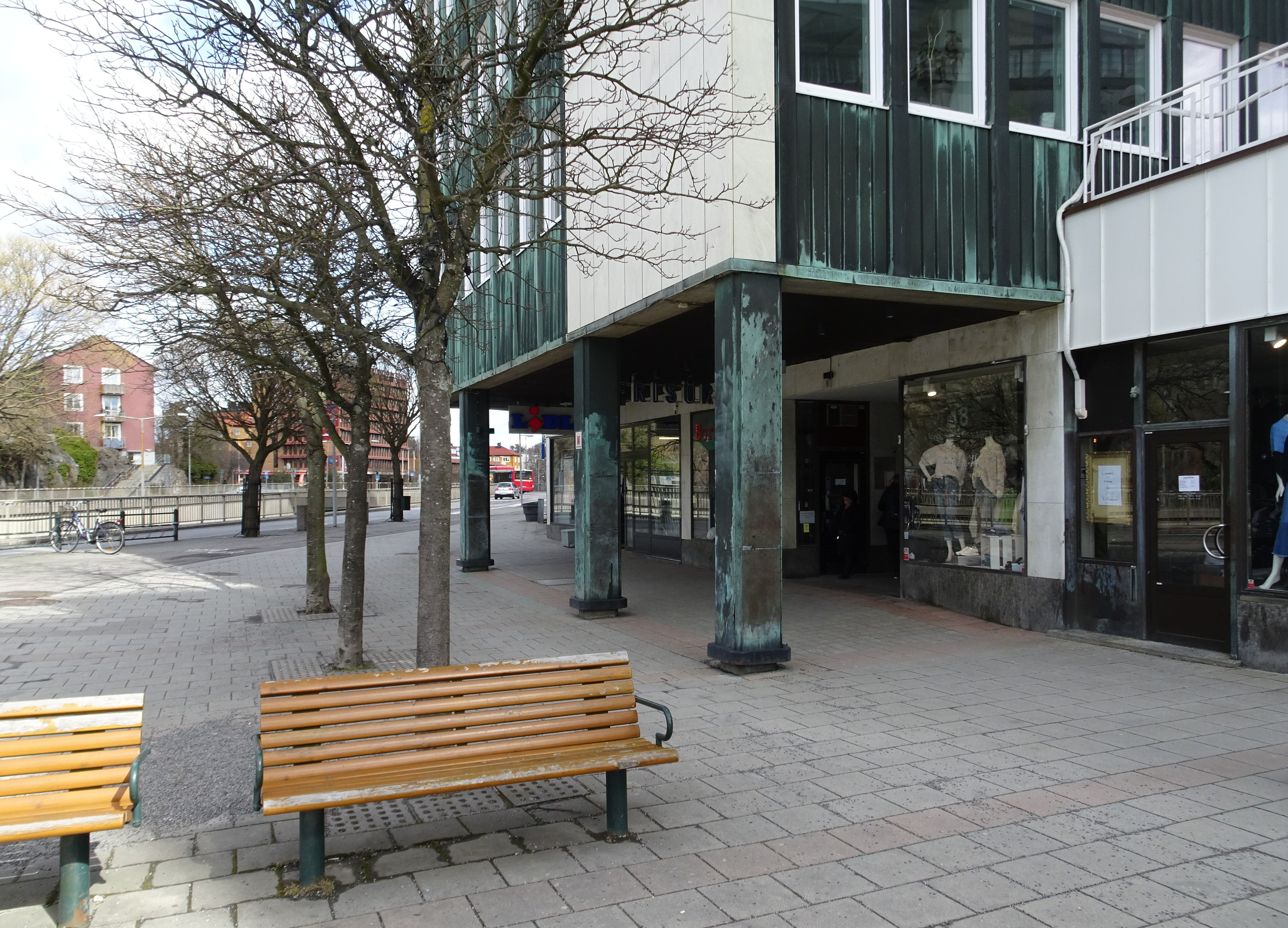
Arkaden.
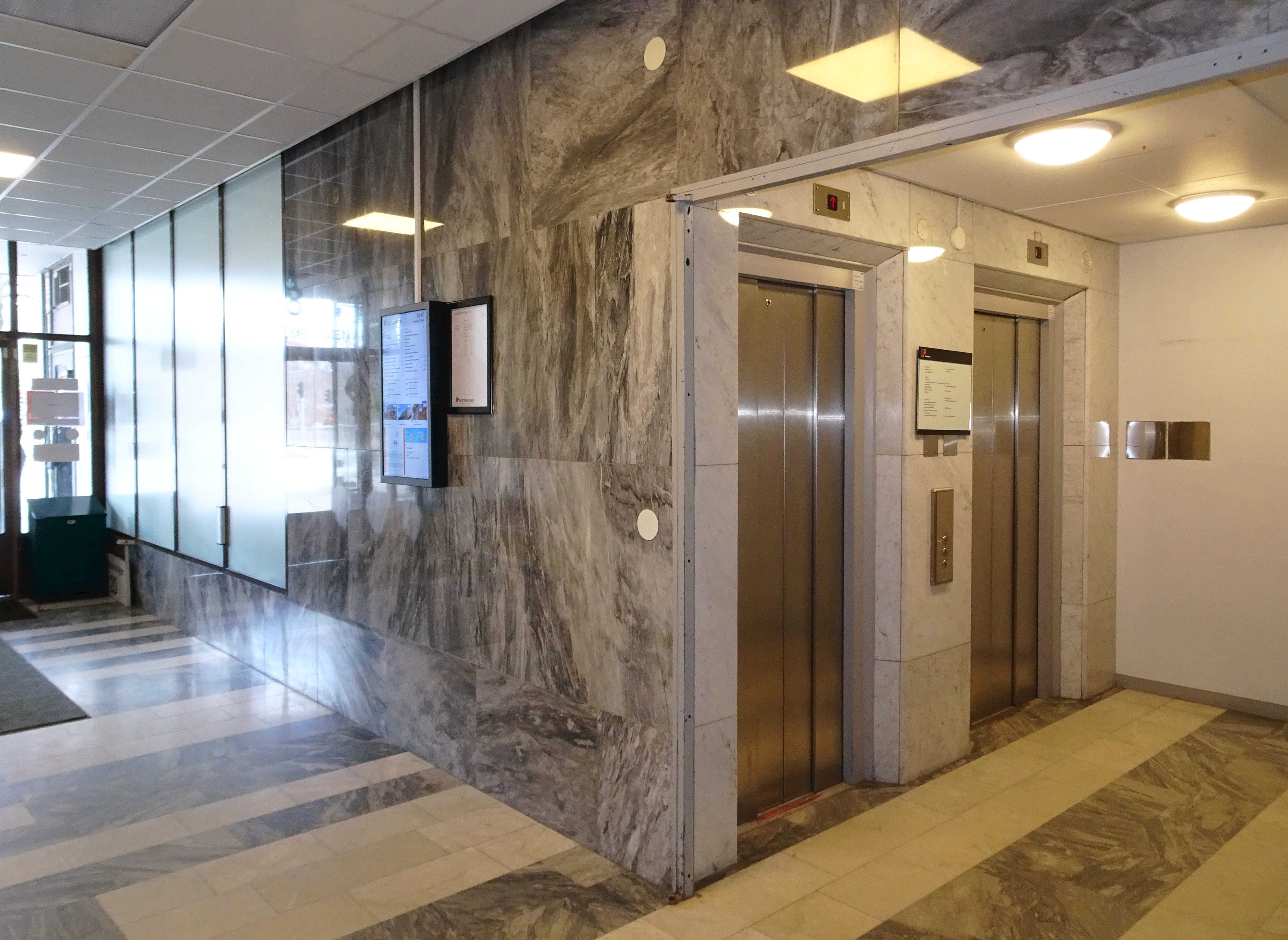
Entréhallen.